# Sibine auromacula
Sibine auromacula är en fjärilsart som beskrevs av William Schaus 1896. Sibine auromacula ingår i släktet Sibine och familjen snigelspinnare. Inga underarter finns listade i Catalogue of Life.